# Transfiguratiekathedraal (Novokoeznetsk)
De Kathedraal van de Transfiguratie (Russisch: Спасо-Преображенский собор) is een Russisch-orthodoxe kathedraal in de Russische stad Novokoeznetsk. De kathedraal behoort tot het bisdom Kemerovo-Novokoeznetsk. De Transfiguratiekathedraal is gelegen aan de Vodopadnaja oelitsa 18 in Novokoeznetsk.

## Geschiedenis
Binnen het fort van Novokoeznetsk werd in 1621 een houten kerk gebouwd die gewijd werd aan de Transfiguratie van de Heer. De kerk brandde in 1734 af waarna een nieuwe houten kerk verrees. Aan het einde van de 18e eeuw werd in de buurt van deze kerk een begin gemaakt aan de bouw van een stenen kathedraal. Wegens geldgebrek moest de bouw enige tijd worden opgeschort. In 1822 schonken de autoriteiten echter aandacht aan de onvoltooide kerk (waarvan slechts de eerste verdieping stond) en zetten vaart achter het project. In 1830 werd de kerk ten slotte voltooid. Daarna werd er nog 5 jaar gewerkt aan het interieur. In totaal nam de bouw 43 jaar in beslag. De plechtige wijding van de kathedraal vond plaats op 5 augustus 1835.
Door een aardbeving op 7 juni 1898 werd de kerk beschadigd. In 1907 volgde herstel van de kerk.

### Sovjetperiode
In 1919 werd de kathedraal aangevallen door een meute anarchisten en in brand gestoken. Na de aanval werd de benedenkerk weer geschikt gemaakt voor erediensten. Voordat de Transfiguratiekathedraal in 1934 definitief werd gesloten, maakte de Levende Kerk nog enige tijd gebruik van het gebouw. In 1935 werd de kerk geplunderd door leden van de Komsomol. De koepels en christelijke symbolen werden verwijderd en de klokkentoren grotendeels gesloopt. Het gebouw diende vervolgens enige tijd als school en daarna als bakkerij. Halverwege de jaren 50 kwam het gebouw leeg te staan. In de jaren 80 nam de belangstelling voor het tot ruïne vervallen gebouw als architectonisch en historisch monument weer toe. Er waren plannen om het gebouw te herstellen om er een concerthal van te maken. Maar in de late jaren 80 deden orthodoxe christenen een beroep op de autoriteiten om het gebouw terug te geven. Tijdens een zitting van de gemeenteraad in 1989 werd besloten tot teruggave aan de Russisch-orthodoxe Kerk.

### Heropening
De periode die daarop volgde stond in het teken van het herstel en de gedeeltelijke herbouw van de kathedraal. In 1991 werd in de Transfiguratiekathedraal voor het eerst weer een eredienst gevierd. De restauratie zou 15 jaar in beslag nemen. In 2004 werden de werkzaamheden afgesloten.

## Architectuur
De lange bouwperiode heeft de stijl van de kathedraal beïnvloed. Het gebouw neigt sterk naar het classicisme. Karakteristiek voor de barok zijn echter de koepels. De decoratieve elementen verwijzen naar de Siberische barok.